# Ut unum sint
Ut unum sint (łac. Aby byli jedno) – ogłoszona 25 maja 1995 roku encyklika Jana Pawła II (dwunasta z kolei). Jest kolejną encykliką w historii papiestwa, która traktuje sprawę ekumenizmu. Spotkała się z dość powszechnym uznaniem wśród różnorodnych odłamów chrześcijańskich: luteranizmu, anglikanizmu, starokatolicyzmu oraz prawosławia. Zostało w niej podkreślone, że Kościół zmierza w stronę jedności.
W paragrafie 54 znalazło się stwierdzenie:

W tej perspektywie jeszcze pełniejszego uzasadnienia nabiera wyrażenie, którym posłużyłem się wiele razy: Kościół musi oddychać obydwoma płucami! W pierwszym tysiącleciu historii chrześcijaństwa wyrażenie to odnosiło się nade wszystko do dwoistości Bizancjum — Rzym; od Chrztu Rusi jego znaczenie się rozszerza: ewangelizacja zatacza szersze kręgi i coraz rozleglejsze obszary, tak że ogarnia cały Kościół. Jeśli się zważy ponadto, że to zbawcze wydarzenie nad brzegami Dniepru nastąpiło w czasie, kiedy Kościół na Wschodzie i na Zachodzie pozostawał nie podzielony, można łatwo zrozumieć, że do pełnej komunii należy dążyć w perspektywie jedności, która nie usuwa uprawnionej różnorodności. Podkreśliłem to stanowczo w Encyklice Slavorum apostoli, poświęconej świętym Cyrylowi i Metodemu.

By osiągnąć pełną zgodność wiary wskazane zostało pogłębianie następujących zagadnień:
1. relacje między Pismem Świętym, najwyższym autorytetem w sprawach wiary a świętą Tradycją – nieodzowną interpretacją słowa Bożego
2. Eucharystia, sakrament Ciała i Krwi Chrystusa, ofiara uwielbienia składana Ojcu, pamiątka ofiary i rzeczywista obecność Chrystusa, uświęcające wylanie Ducha Świętego
3. święcenia – pojmowane jako sakrament – do potrójnej posługi episkopatu, prezbiteratu i diakonatu
4. magisterium Kościoła, powierzone papieżowi i biskupom w komunii z nim, rozumiane jako sprawowana w imię Chrystusa władza i odpowiedzialność za nauczanie i zachowanie wiary
5. Maryja Dziewica, Matka Boża i Ikona Kościoła, duchowa Matka, która wstawia się za uczniów Chrystusa i całą ludzkość[1].